# Forțele Franceze Libere
Forțele Franceze Libere (în limba franceză: Forces Françaises Libres, FFL) au fost reprezentate de luptătorii francezi din al doilea război mondial care au decis să continue lupta împotriva Axei după capitularea Franței (22 iunie 1940) și după ocuparea Franței de către germani. Forțele Franței Libere au răspuns chemării guvernului în exil francez. Mitologia gaullistă pretinde că luptătorii francezi au răspuns apelului de pe 18 iunie al generalului  Charles de Gaulle, dar istoricii au demonstrat mai târziu că acest apel radiodifuzat a fost recepționat doar de un număr foarte scăzut de francezi. Discursul generalului de Gaulle de pe 22 iunie difuzat de BBC a fost recepționat de mult mai mulți cetățeni francezi.

## Denumiri
În unele surse, termenul francez liber este folosit pentru desemnarea oricărui individ care s-a implicat în lupta împotriva forțelor Axei după capitularea Franței. Realitatea este însă mult mai complexă. De exemplu, unele forțe franceze au luat parte la luptele împotriva Axei, dar nu au avut niciun fel de relație cu organizația lui de Gaulle.
Din punct de vedere istoric, un individ poate fi considerat francez liber odată cu încadrarea lui în organizația Franței Libere cu sediul în Londra, condusă de generalul de Gaulle. Unitățile francezilor liberi au fost formate din acești aderenți. Organizația lui de Gaulle a încetat să mai accepte noi membri pe la mijlocul anului 1943, în momentul în care organizația din Anglia s-a unit cu cea similară din Africa de nord. În acel moment a fost creat un guvern în exil temporar numit  Comité français de libération nationale (Comitetul francez de eliberarea națională) cu sediul la Alger.
În perioada postbelică, pentru a pune capăt disputelor cu privire la moștenirea Franței Libere, guvernul de la Paris a emis o definiție oficială a termenului. Prin „instruction ministérielle du 29 juillet 1953 (instrucțiunile ministeriale din 29 iulie 1945)”, doar cei care au luptat în tabăra Aliaților după armistițiul franco-german din 1940 și mai înainte de 1 august 1943 pot fi numiți luptători „francezi liberi”.
Francezii care au intrat în luptă după iulie 1943 sunt denumiți mult mai corect „forțe de eliberare”.

## Istoric

### Preludiu

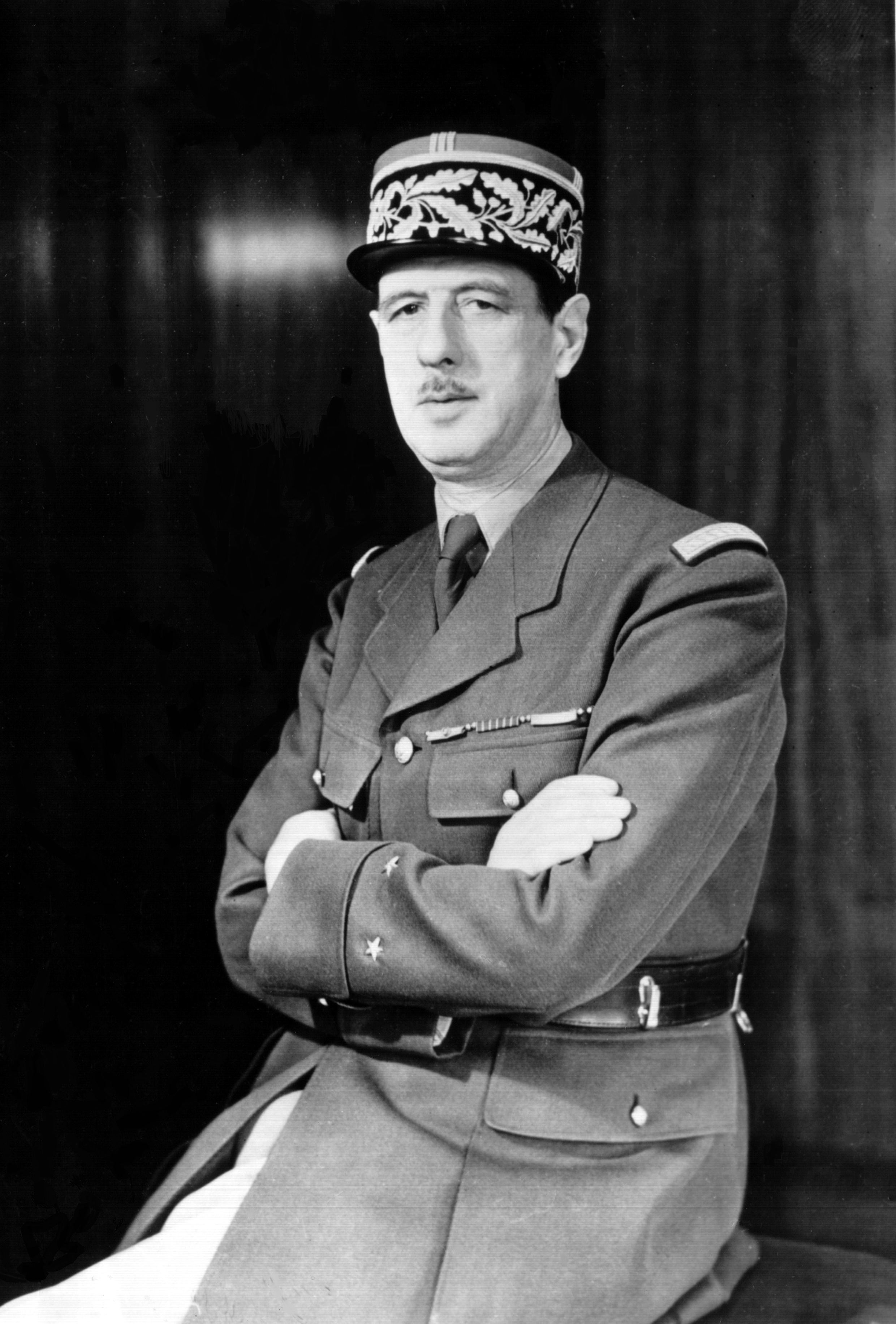
Generalul Charles de Gaulle

În 1940, generalul  Charles de Gaulle era membru al guvernului francez. În condițiile în care armata franceză înregistra o serie de insuccese în fața agresorului german, de Gaulle s-a alăturat unui grup restrâns de politicieni care se opuneau negocierilor de armistițiu cu Germania Nazistă și Italia Fascistă. Din acest grup făcea parte și primul-ministru Paul Reynaud, care l-a trimis pe Charles de Gaulle la Londra, ca emisar al guvernului francez în Regatul Unit. Momentul căderii guvernului Reynaud l-a găsit pe de  Gaulle în Londra.
Pe 16 iunie 1940, noul președinte al Consiliului de miniștri, Philippe Pétain, a început  negocieri oficiale cu Puterile Axei. Pe 18 iunie, de Gaulle s-a adresat populației franceze în timpul unei emisiuni difuzate de BBC. El a cerut soldaților armatelor terestre, ale aerului și marinei să se alăture luptei Aliaților împotriva Axei. În Franța, Appel du 18 juin nu a avut o audiență largă, dar un nou discurs al generalului de Gaulle de pe 22 iunie a fost ascultat la nivel național în Franța. Unii dintre membrii cabinetului britanic au încercat să blocheze difuzarea discursului lui de Gaulle, dar premierul  Winston Churchill a fost de partea generalului francez. Discursul de pe 18 iunie a rămas unul dintre cele mai celebre alocuțiuni din istoria Franței. În ciuda eforturilor lui de Gaulle, Pétain a semnat pe 22 iunie actele capitulării și a devenit liderul unui stat marionetă, cunoscut cu numele de Etat français, cu capitala la Vichy.
De Gaulle a fost judecat în lipsă pentru trădare de guvernul de la Vichy și a fost condamnat la început la închisoare, după care a fost condamnat la moarte. Pe de altă parte, generalul de Gaulle, care se considera un ministru al guvernului legitim Reynaud, sigurul capabil să ia decizii legale, aprecia că venirea la putere a lui Pétain este o manevră neconstituțională.

### Crucea de Lorena
Căpitanul de corvetă  Thierry d'Argenlieu a sugerat adoptarea crucii de Lorena ca simbol al francezilor liberi, atât pentru a reaminti de vitejia Ioanei d’Arc, care o folosise ca emblemă al luptei sale, dar și ca răspuns simbolistic la swastika nazistă.
Prin ordinul nr. 2 din 3 iulie 1940, viceamiralul Émile Muselier, care își asumase responsabilitatea funcției de comandant al forțelor navale și aeriene ale Franței Libere, a creat drapelul tricolor al mișcării, care avea Crucea de Lorena supraimpusă pe steagul tradițional francez, ca și o cocardă tricoloră cu aceiași cruce.
În urma mai multor apeluri radiodifuzate, până la sfârșitul luni iulie 1940, aproximativ 7.000 de oameni se oferiseră voluntari ca să lupte în cadrul FFL. Marina Farnceză Liberă avea 50 de vase și cam 3.700 de marinari care au luptat ca forțe auxiliare în Royal Navy.
În orășelul scoțian Greenock a fost ridicat un monument reprezentând o cruce de Lorena combinată cu o ancoră în memoria vaselor franceze care au participat la luptele bătăliei Atlanticului.

Drapelul francez cu crucea de Lorena, simbolul Franței Libere
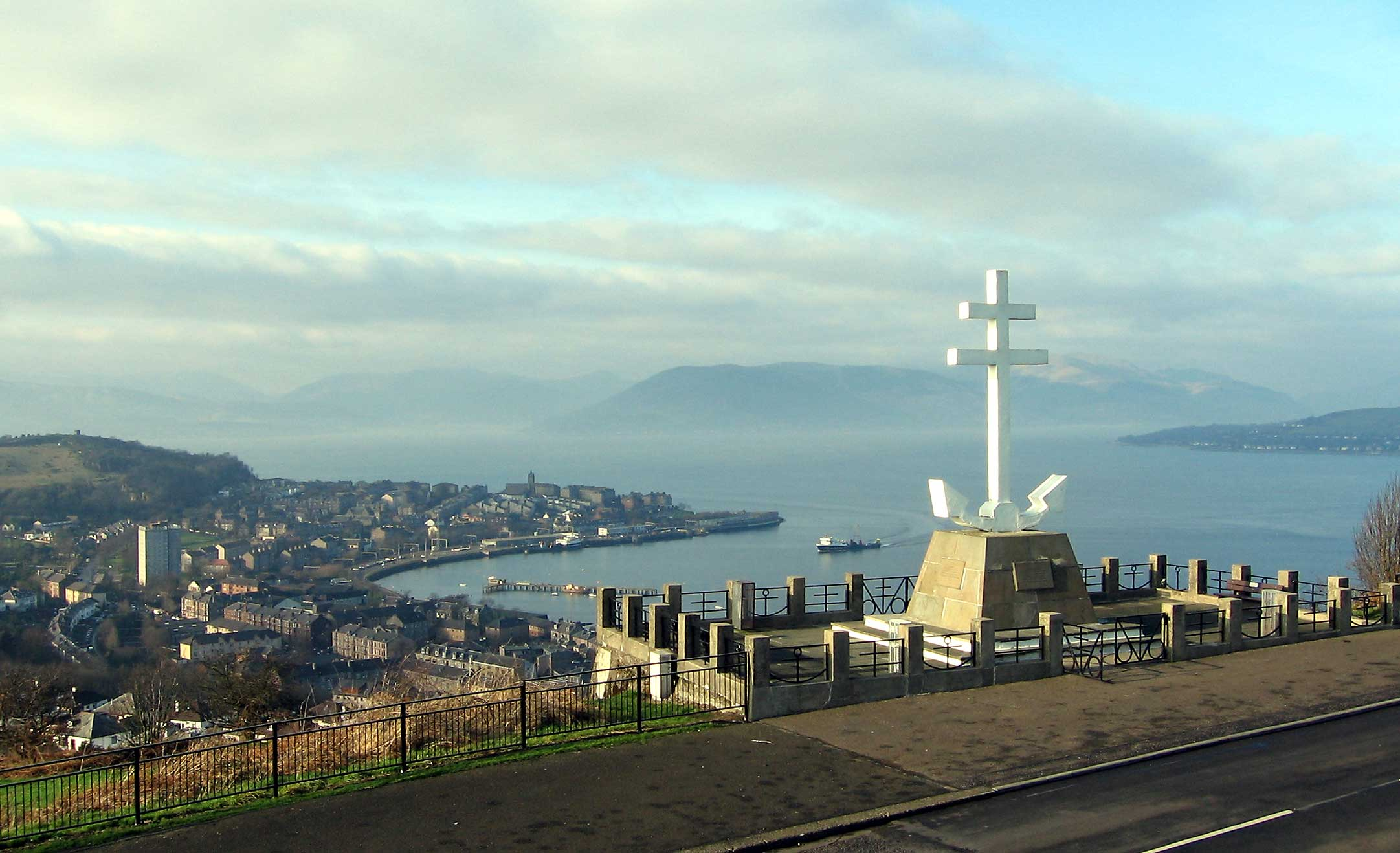
Memorialul marinarilor Franței Libere de pe Lyle Hill din Greenock
Drapelul naval al Marinei Franceze Libere
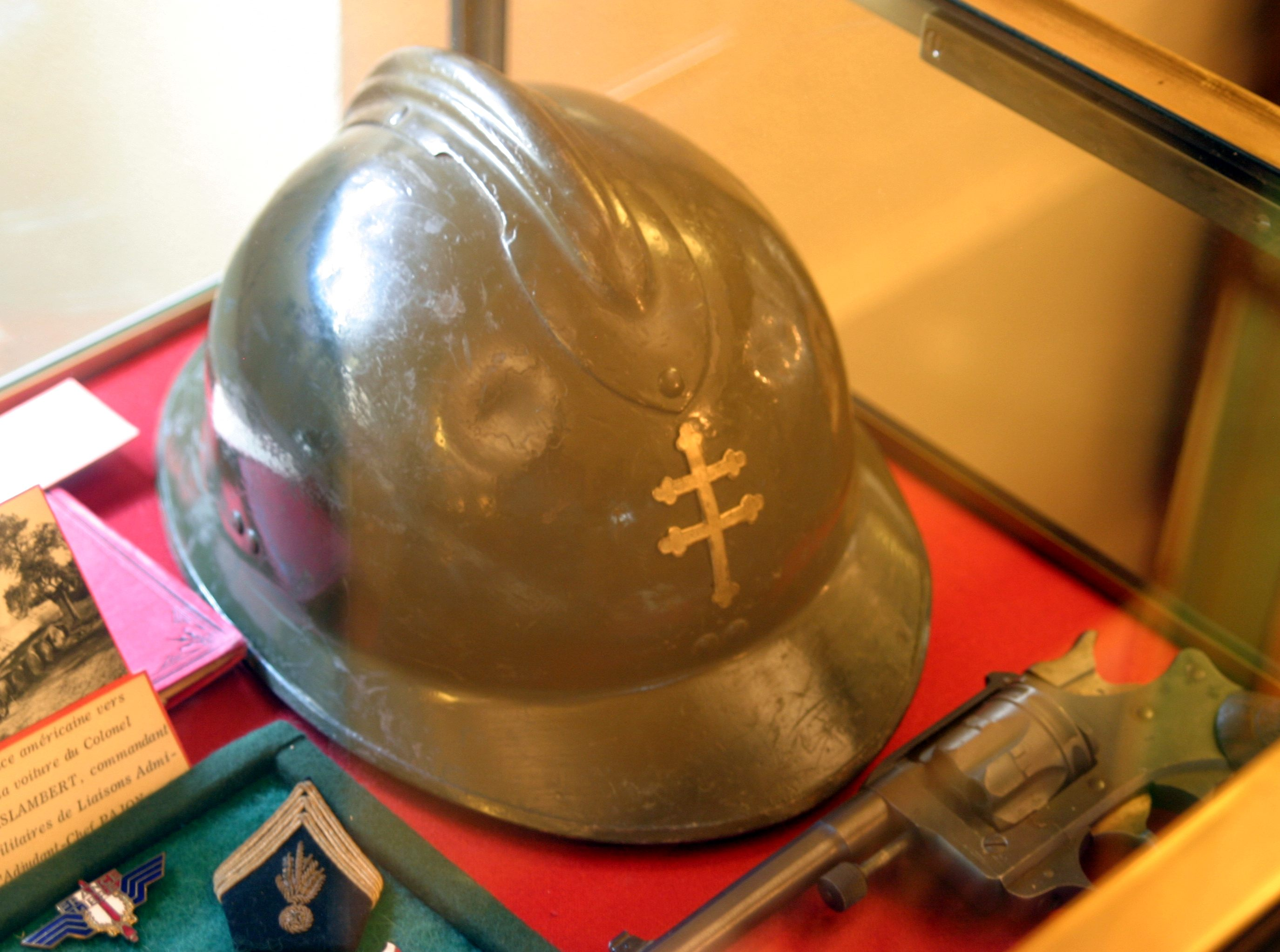
Casca de infanterie a francezilor liberi având emblema „RF” înlocuită cu crucea de Lorenea

### Mers El Kébir
Premierul britanic Winston Churchill se temea că, dacă flota franceză ar fi căzut în mâinile germanilor sau italienilor, Aliații ar fi trebuit să facă față unor probleme uriașe în Marea Mediterană. El a cerut vaselor franceze să se alăture aliaților sau să se retragă într-un port neutru. Churchill a amenințat că dacă nu i se răspunde favorabil, flota franceză urma să fie atacată și scufundată.
Royal Navy a încercat să convingă Marina Franceză să accepte termenii ultimatumului. Cum răspunsul francezilor a fost unul negativ, britanicii au atacat flota franceză de la Mers El Kébir (Algeria). Acest atac de pe 3 iulie 1940 a cauzat o mare amărăciune în rândurile francezilor, în special în rândurile marinarilor (în timpul atacului au pierit peste 1.000 de marinari), și a descurajat numeroși soldați francezi să se alăture Forțelor Franceze Libere din Anglia sau din alte zone ale globului.
Câteva vase de război franceze s-au alăturat de la început aliaților, în vreme ce alte câteva s-au alăturat FFL după ocuparea restului Franței de către germani, (Operațiunea Anton)  și sabordarea flotei franceze în Toulon.

### Lupta pentru controlul coloniilor franceze

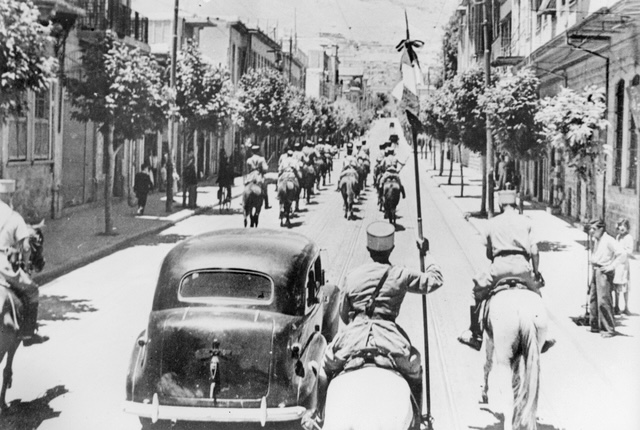
Cucerirea Damascului de către Aliați la sfârșitul lunii iunie 1941. Mașina oficială a generalilor francezi Georges Catroux și Paul Louis Le Gentilhomme a pătruns în oraș escorată de Gardes Tcherkess (garda cercheză).

În toamna anului 1940, coloniile franceze Camerun, Ciad, Moyen-Congo, Oubangui-Chari și Africa Ecuatorială Franceză au trecut de partea Franței Libere. Din acest moment, alături de francezii liberi au intrat în luptă și numeroase trupe coloniale. Coloniile franceze din Pacific, Noua Caledonie, Polinezia Franceză și Noile Hebride s-au alăturat Franței Libere ceva mai târziu. Saint-Pierre și Miquelon s-a alăturat Franței Libere după „invazia” din 24 decembrie 1941. Coloniile din Pacificul de sud aveau să devină baze militare vitale pentru Aliați în timpul luptelor din Pacific.
Din iulie până în noiembrie 1940, FFL au luptat cu trupele franceze loiale regimului de la Vichy în timpul campaniei din Africa de vest. Rezultatele acestei campanii au fost neconcludente, regimul de la Vichy pretinzând că a obținut o victorie hotărâtoare la Dakar, iar forțele FFL pretinzând că au obținut la rândul lor o victorie zdrobitoare în bătălia pentru Gabon. Coloniile din Africa de Vest Franceză au rămas sub controlul regimului de la Vichy, iar cele din Africa Ecuatorială Franceză au trecut sub controlul Franței Libere. Coloniile din Africa de Vest Franceză au trecut de partea FFL în noiembrie 1942, după declanșarea Operațiunii Torch.
Indochina Franceză a fost cucerită de Imperiul Japonez în septembrie 1940, dar coloniile au rămas sub controlul formal al Regimului de la Vichy. Pe 9 martie 1945, japonezii au preluat controlul complet asupra Indochinei. Până la sfârșitul lunii septembrie 1945, Franța Liberă, cu sprijin din partea britanicilor, a reocupat coloniile din regiune.
În timpul anului 1941, unitățile FFL au luptat împreună cu cele ale Commonwealthului britanic împotriva trupelor italiene din Etiopia și Eritreea. Mai apoi, unitățile FFL au continuat lupta alături de Aliați în Siria și Liban împotriva trupelor loiale Regimului de la Vichy.  Până în iulie 1941, forțele vichyiste conduse de generalul Henri Dentz au fost înfrânte, iar generalul Georges Catroux a fost numit „Înalt Comisar” al Levantului. Din acest moment, Franța Liberă a controlat atât Siria cât și Libanul.
În septembrie 1941, de Gaulle a creat Comité National Français (CNF), guvernul francez din exil. În același an, pe 24 noiembrie, SUA a acceptat CNF-ul în cadrul programului  Lend-Lease.
Soldații Franței Libere au participat la campania din Africa de nord a Aliaților, luptând în Libia și Egipt. Generalul Marie Pierre Koenig și Brigada I franceză au luptat împotriva Afrika Korps în bătălia de la Hakeim.
La sfârșitul anului 1942, după bătălia pentru Madagascar, forțele Regimului de la Vichy au fost învinse de unitățile FFL conduse de generalul  Paul Legentilhomme, care a fost mai apoi numit „Înalt Comisar” pentru Madagascar.  Pe 28 decembrie, după o blocadă lungă, forțele Regimului de la Vichy din Somalia Franceză au capitulat, iar FFL au ocupat colonia.
În timpul Operațiunii Torch, invazia aliată a Africii de Nord Franceze din noiembrie 1942, numeroși luptători ai regimului de la Vichy s-au predat și s-au alăturat mai apoi cauzei Franței Libere. Apărarea de costă vichyistă a fost neutralizată și capturată de Rezistența locală.
Liderii naziști au suspectat autoritățile de la Vichy de lipsă de hotărâre după succesul aliat din operațiunea Torch și au hotărât ocuparea „Zonei libere” în noiembrie 1942. Imediat, aproximativ 60.000 de sodați vichyiști s-au alăturat Aliaților și au participat la luptele din Tunisia până în aprilie 1943.
În 1943, colonelui (mai târziu generalul) Philippe Leclerc și locotenent-colonelul  Camille d'Ornano au condus atacul a 16.500 de luptători ai trupelor coloniale din Ciad împotriva forțelor italiene din sudul Libiei, reușind să ocupe Kufra din regiunea Fezzan.
În noiembrie 1943, forțele franceze primiseră suficient de mult echipament militar modern prin programul Lend-Lease pentru a reechipa opt divizii și pentru a retroceda echipamentele militare împrumutate de la britanice. În acest moment, s-a desăvârșit unirea forțelor Franței libere și a fostelor forțe ale Regimului de la Vichy.
Guadelupa și Martinica din Indiile de Vest și Guiana Franceză din nordul Americii de Sud s-au alăturat Franței Libere în 1943.

### Războiul aerian
FFL dispunea de numeroși piloți, în special proveniți din bazele coloniale africane, care au fost trasferați pe aeroporturile din Africa de nord și Anglia. Ei au fost dotați la început cu avioane franceze, britanice și americane. Pentru început, succesele lor au fost limitate, iar cooperarea cu forțele terestre a fost limitată.
La inițiativa lui de Gaulle, a fost creată escadrila „Groupe de Chasse 3 Normandie” pe 1 septembrie 1942, care a participat la luptele de pe frontul de răsărit. Pentru serviciile aduse în lupta împotriva Axei, escadrila a fost decorată cu Ordinul Steagul Roșu, iar Stalin, pentru contribuția adusă la  victoria din bătălia de pe râul Neman,  i-a acordat supratitlul „Niemen”.

### Războiul maritim
Marina francenză liberă comandată de amiralul  Emile Muselier a participat la luptele pentru ocuparea coloniilor franceze din Africa, a asigurat sprijin pentru acțiunile rezistenței, a sprijinit acțiunilor aliate din Ziua Z (Operațiunea Neptun) și a participat la luptele din Pacific.

### Forces Françaises Combattantesși Consiliul Național al Rezistenței
Treptat, Rezistența franceză s-a întărit. Charles De Gaulle a conceput un plan pentru aducerea tuturor rețelelor și mișcărilor de rezistență sub o conducere unică. În acest scop el a schimbat numele mișcării pe care o controla în Forces Françaises Combattantes și l-a trimis pe Jean Moulin să unească cele mai importante opt mișcări de rezistență într-o singură organizație. Moulin a reușit să formeze „Consiliul Național al Rezistenței”. Moulin a fost la un moment dat arestat de autoritățile militare de ocupație germane și a murit după ce a fost torturat de Gestapo, dar opera sa de unire a mișcărilor de rezistență i-a supraviețuit.
Mai târziu, Rezistența a fost numită oficial „Forțele franceze din interior” (FFI). Din octombrie 1944 până în martie 1945, numeroase unități ale Rezistenței au fost absorbite în Armata franceză.

### Eliberarea Franței

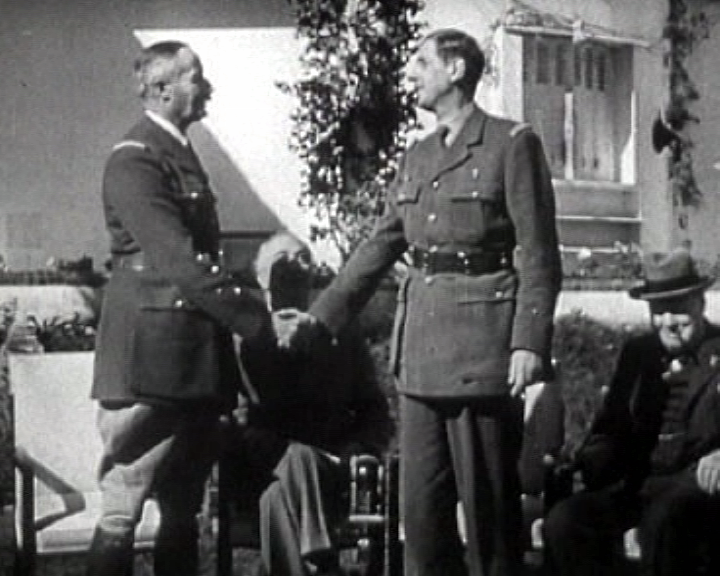
Liderii FFL Henri Giraud și Charles de Gaulle la Conferința de la Casablanca, 14 ianuarie 1943. În fundal se văd președintele american Roosevelt și premierul britanic Churchill.

În timpul campaniei din Italia din 1943 – 1944, aproximativ 100.000 de soldați francezi au luptat de partea Aliaților. Cele mai importante contribuții ale francezilor au fost cele din timpul luptelor de pe Linia Gustav (Linia de iarnă) și a celor de la Monte Cassino. Mai înainte de declanșarea Operațiunii Overlord, FFL aveau efective de peste 400.000 de oameni. Divizia a 2-a blindate comandată de generalul Leclerc a debarcat în Normandia și s-a îndreptat spre Paris. În același timp, diviziile franceze care luptau în Italia au devenit parte a Armatei I franceze și s-au alăturat Armatei a 7-a americane în timpul Operațiunii Dragon – debarcarea aliată din sudul Franței. Alături de trupele americane, francezii au eliberat Vosges și sudul Alsaciei.

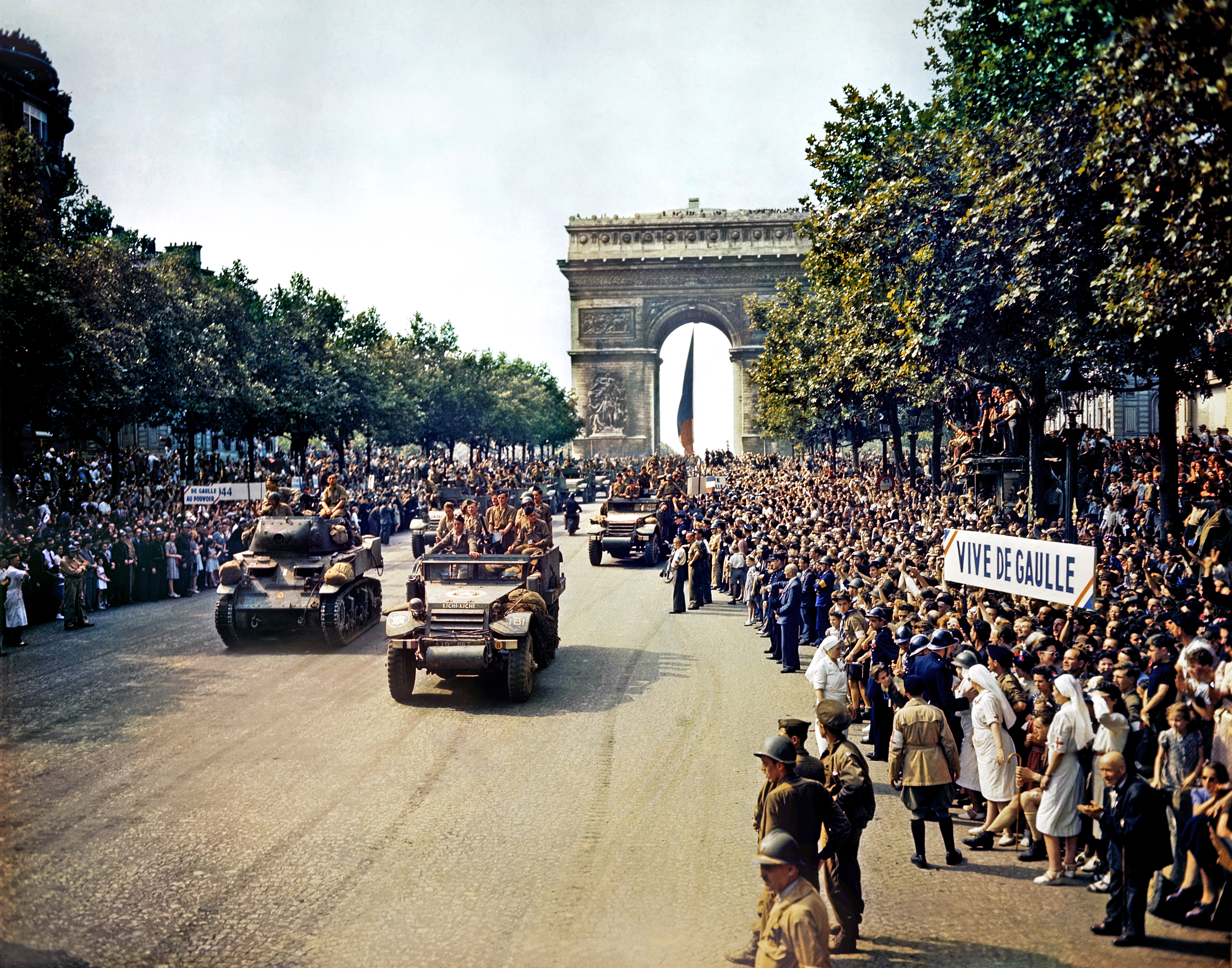
Parada Diviziei a 2-a blindată a generalului Leclerc prin Parisul eliberat

Temându-se că germanii ar putea distruge Parisul, dacă orașul ar fi fost atacat frontal, generalul Dwight Eisenhower a ordonat forțelor de sub comanda sa să-și oprească înaintarea și să facă o evaluare cât mai corectă a sitației prin acțiuni de recunoaștere. În acest timp, locuitorii capitalei franceze au declanșat o insurecție generală. Cum forțele aliate se aflau la porțile Parisului, generalul Eisenhower a cedat presiunilor lui de Gaulle și a FFL, care doreau să evite un măcel precum cel făcut de germani în capitala Poloniei în timpul insurecției din Varșovia. De Gaulle a amenințat că va da ordin trupelor din subordinea sa să atace fără sprijinul aliaților. Generalul Eisenhower a fost de acord ca forțele franceze să conducă asaltul aliat și să fie primele care să intre în Parisul eliberat. Astfel, pe 24 august 1944, unitățile Diviziei a 2-a blindate au pătruns primele în Parisul eliberat.

### Sfârșitul războiului
Până în septembrie 1944, efectivele forțelor franceze au crescut la 560.000 de oameni. Până la sfârșitul anului, efectivele acestea crecusere la 1.000.000 de oameni. Francezii au participat la luptele din Alsacia, Alpi și din Bretania. În mai 1945, la sfârșitul războiului în Europa, forțele franceze cuprindeau peste 1.250.000 de oameni, dintre care șapte dinvizii de infanterie și trei divizii blindate luptau în Germania.